# Borboropactus asper
Borboropactus asper là một loài nhện trong họ Thomisidae.
Loài này thuộc chi Borboropactus. Borboropactus asper được Octavius Pickard-Cambridge miêu tả năm 1884.